# Wendy Natis
Wendy Yisbel Natis Bárcenas (* 19. August 2002 in Panama-Stadt) ist eine panamaische Fußballspielerin.

## Karriere

### Klub
Von Unión Deportivo Universitario wechselte sie Anfang Februar 2021 zum CD Plaza Amador. Seit Januar 2022 steht sie nun in Kolumbien bei América de Cali im Kader.

### Nationalmannschaft
Im Sommer 2022 nahm sie mit der U20 an der CONCACAF-Meisterschaft in diesem Jahr teil und erreichte hier mit ihrem Team das Viertelfinale. Dort sah sie in der 45. Minute wegen Handspiels aber die rote Karte und am verlor ihr Team mit 0:1 gegen Kanada.
Bei der CONCACAF W Championship 2022 sicherte sie sich mit der panamaische A-Nationalmannschaft dann einen Platz für die Playoffs zur Weltmeisterschaft, welche sie diesmal mit ihrem Team erfolgreich abschloss und sich so erstmals für eine WM qualifizierte. Nach einem weiteren Freundschaftsspieleinsatz stand sie im Kader des Teams bei der Weltmeisterschaft 2023 und wurde hier in allen drei Gruppenspielen ihrer Mannschaft eingesetzt.